# Andrei Nikolajewitsch Seliwanow

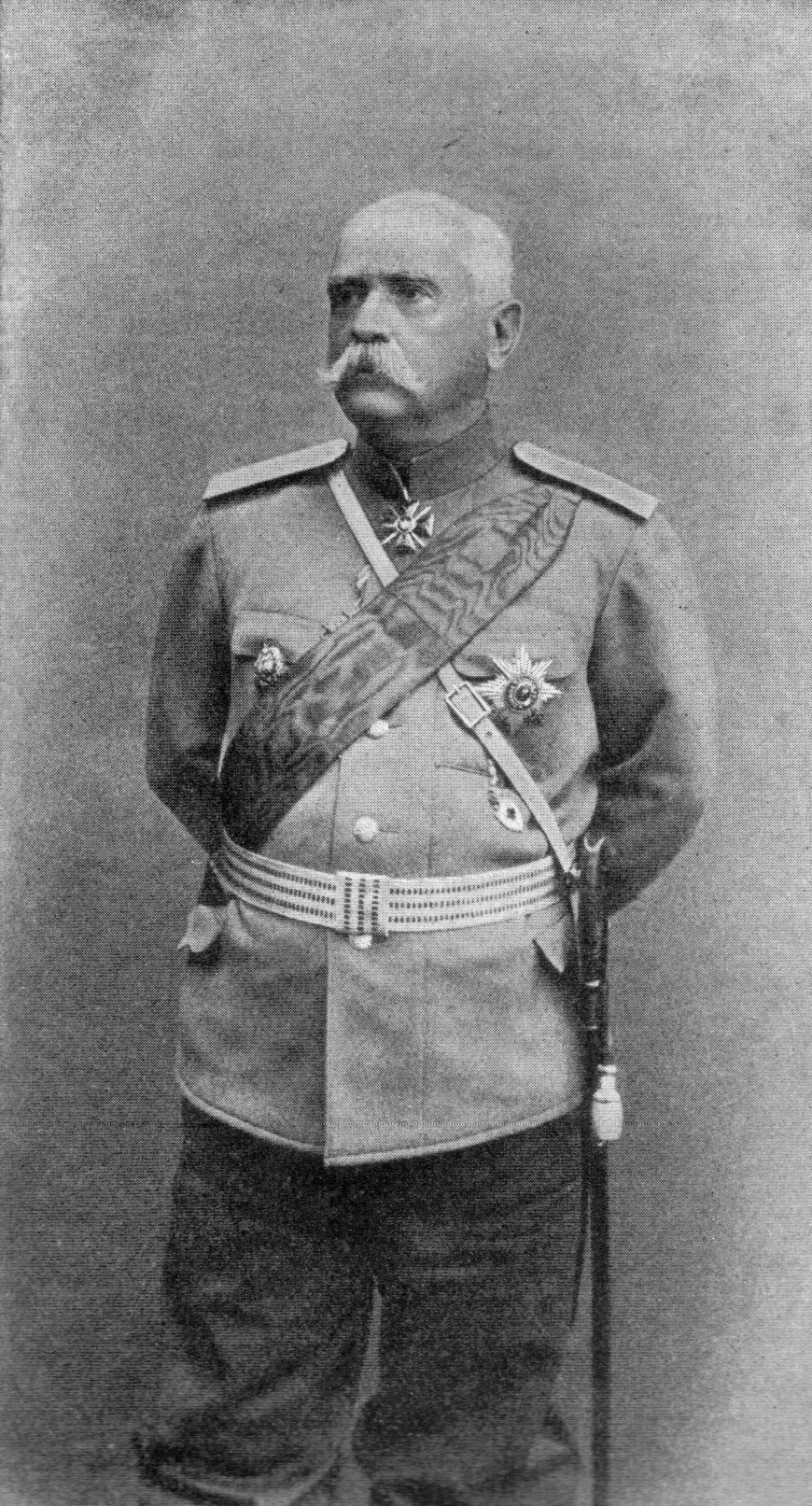
Andrei Seliwanow

Andrei Nikolajewitsch Seliwanow (russisch Андрей Николаевич Селиванов; wissenschaftliche Transliteration Andrej Nikolaevič Selivanov, * 5. Augustjul. / 17. August 1847greg.; † 15. Julijul. / 28. Juli 1917greg.) war ein kaiserlich russischer Offizier, zuletzt General der Infanterie.

## Leben
Seliwanow entstammte einer adligen Familie aus dem Gouvernement Moskau. Er wurde im Alexander-Kadettenkorps für Waisen erzogen und trat 1863 in die Streitkräfte ein. 1866 schloss er den Kurs an der Michail-Artillerieschule in Sankt-Petersburg ab und wurde als Podporutschik der 14. Artilleriebrigade zugeteilt. Von 1867 bis 1870 befand er sich im Ruhestand. Nach seinem erneuten Eintritt in die Feldartillerie wurde er bis 1873 zum Stabskapitän befördert. Er nahm am Russisch-Osmanischen Krieg von 1877/78 teil, in dem er den Rang eines Hauptmanns erreichte. Anschließend schloss er seine unterbrochene Ausbildung an der Nikolaus-Akademie des Generalstabs ab und wurde als höherer Adjutant dem Stab der 12. Kavalleriedivision zugeteilt. Hier diente er auch von 1880 bis 1884 als Stabsoffizier für besondere Aufgaben im Rang eines Oberstleutnants und befehligte zeitweilig ein Bataillon des 131. Tiraspoler Infanterieregiments. 1883 wurde er zum Oberst befördert.
1884 wurde Seliwanow dem Stab des Kiewer Militärbezirks zugeteilt und im folgenden Jahr war er unter den Offizieren, die dem Hauptstab des Generalstabs unterstellt wurden. Ab 1887 war er hier in der Mobilmachungsabteilung tätig. 1889 wurde er Stabschef der 8. Kavalleriedivision unter General Borosdin. Nach einem zweijährigen Dienst als Kommandeur des 111. Infanterieregiments ab 1893 wurde er 1895 zum Generalmajor befördert und zum Distriktsquartiermeister im Wilnaer Militärbezirk ernannt.
1899 folgte die Versetzung in den Fernöstlichen (Priamurski) Militärbezirk, wo Seliwanow Chef des Stabes unter General Nikolai Grodekow wurde. Seliwanow nahm in dieser Funktion an der Kampagne in China 1900/01 teil und wurde Anfang 1901 zum Generalleutnant befördert. Er wurde im Sommer 1901 Kommandeur der 16. Infanteriedivision in Białystok und wechselte Anfang 1904 in gleicher Funktion zur 13. Infanteriedivision in Sewastopol. Für seine Beteiligung am Russisch-Japanischen Krieg von 1904/05 wurde er mit mehreren Orden und dem Goldenen Schwert für Tapferkeit ausgezeichnet. Er befehligte hier zeitweise das 17. Armeekorps und wurde verwundet.
Von 1906 bis 1910 fungierte Seliwanow als Generalgouverneur in Irkutsk und Befehlshaber des Irkutsker Militärbezirks sowie Ataman der transbaikalischen Kosaken. Er erhielt 1907 die Beförderung zum General der Infanterie. 1910 wurde er in den Staatsrat des Russischen Reiches aufgenommen.
Nach dem Beginn des Ersten Weltkriegs wurde der weit über 60 Jahre alte Seliwanow reaktiviert und im Herbst 1914 zum Befehlshaber der Belagerungsstreitkräfte vor Przemyśl ernannt, aus denen wenig später die 11. Armee hervorging. Für die Einnahme der Festung im März 1915 erhielt er den Georgsorden 3. Klasse. Seine Armee wurde anschließend aufgelöst und als Feldarmee im Bestand der Südwestfront neu aufgestellt. Im April 1915 gab Seliwanow seinen Kommandoposten an Dmitri Schtscherbatschow ab und widmete sich fortan wieder seinen Aufgaben im Staatsrat. Er starb im Sommer 1917 im Alter von 69 Jahren.